# Wacław Potocki
Wacław Potocki, armoiries Szreniawa, né en 1621 à Wola Łużańska et mort le 9 juillet 1696 à Łużna, est un aristocrate, moraliste et poète polonais, dont l'œuvre le plus célèbre est son poème épique La Guerre de Chocim. Il est aujourd'hui considéré comme l'un des plus grands écrivains polonais de l'ère baroque, représentant du courant sarmate.

## Biographie
Wacław Potocki appartenait à la Petite Église polonaise et il fréquenta l'école des frères polonais de Racibórz où il étudia la Bible, le grec ancien et le latin. Il passa sa vie en guerres, qui ne manquaient pas en Pologne du XVIIe siècle. Il combattit des rébellions cosaques en Ukraine, participa à la défense du pays pendant l'invasion suédoise. En 1658, en raison de leur alliance avec la Suède, la diète polonaise obligea les frères polonais à abjurer leur foi ou partir en exil. Potocki se convertit alors au catholicisme mais, au fond, il n'accepta jamais cette injustice qui "brise la conscience". Il était pour le renforcement du pouvoir royal et le principe de l'hérédité du trône. En 1678  le roi Jan Sobieski le nomma échanson de Cracovie. Il passa presque toute sa vie dans son domaine familial, loin des villes et de la cour. Il vit mourir sa femme et trois de ses enfants, ce qui l'affecta beaucoup. Il était un moraliste sévère, même s'il ne croyait pas que ses poèmes pouvaient changer le monde ou toucher les consciences humaines. Il est enterré à Biecz.

## Œuvre

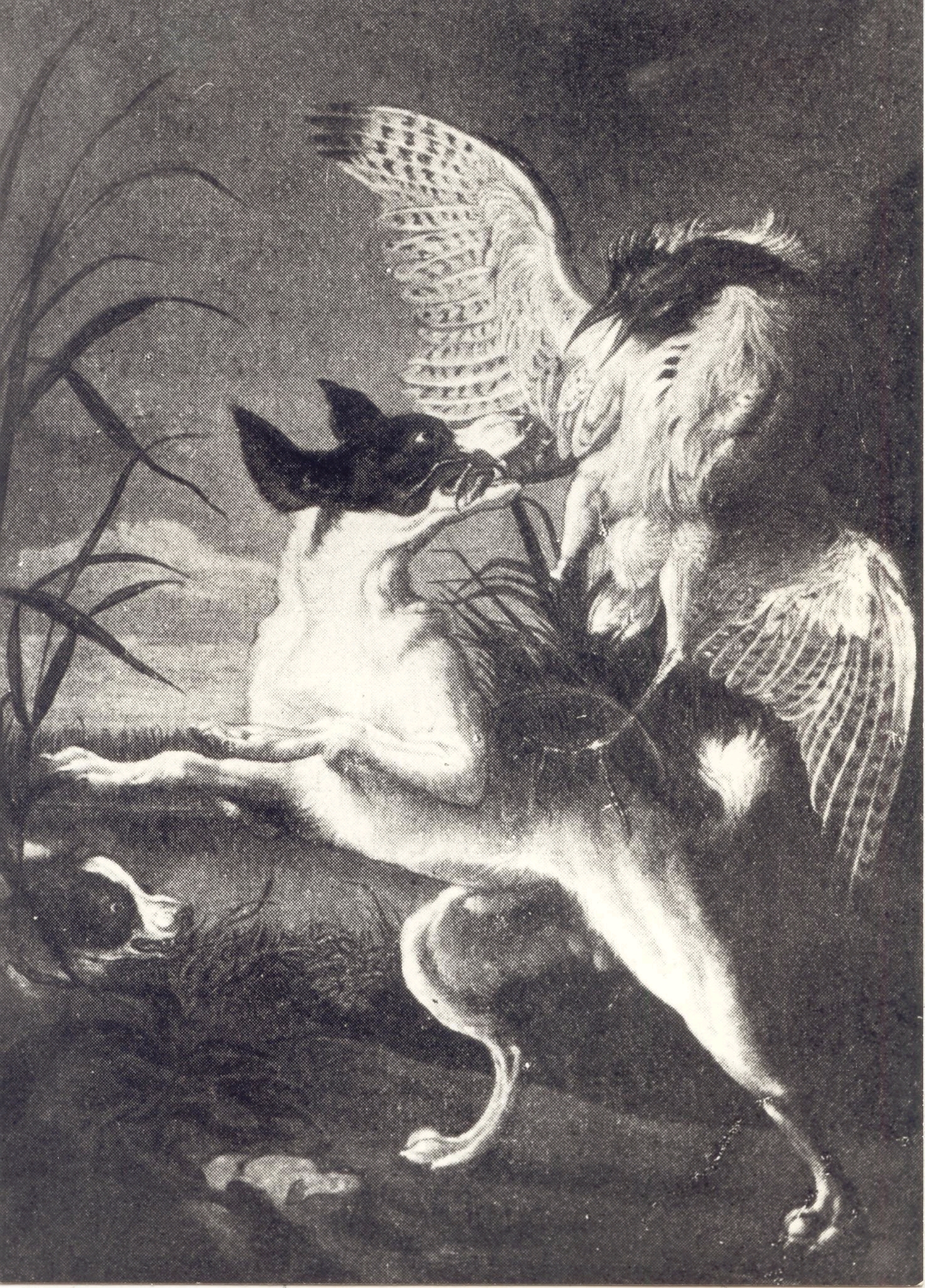
Le chien- symbole de Wacław Potocki ("Niechaj śpi pijany", "Czuj! Stary pies szczeka"). Le tableau de Daniel Schultz

Wacław Potocki croit que la raison protège l'être humain. C'est pourquoi son plus grand adversaire est la stupidité. Il montre la dissonance entre les idéaux et les réalités sarmates dans la République nobiliaire de son époque. Il voit les raisons de la dégénérescence de la noblesse polonaise, qui auraient dévié de sa mission historique, dans sa bêtise, l'obscurantisme, la propension à l'anarchie et l'intolérance. Il fait cependant la distinction entre religiosité authentique et fanatisme. Il excelle dans la scène de genre, une blague émoussée dont il tire toujours une morale. Son langage est plastique, bien que parfois brutale, plein de vigueur, d'humour et d'élan. La poésie de Potocki comprend des genres tels que des anecdotes, des poèmes occasionnels et des traités philosophiques. 
Dans son épopée La Guerre de Chocim (Transakcja wojny chocimskiej) épopée polonaise), il compare les grands Sarmates comme le hetman de la Couronne Jan Karol Chodkiewicz aux ancêtres mythiques qui s’efforçaient à sauvegarder la paix dans le monde. Ses contemporains auraient troqué ce bien commun pour leurs intérêts particuliers. Potocki se présente lui-même comme un chien qui aboie, puisqu'il ne peut accepter la décadence culturelle polonaise.

## Œuvres principales
- Transakcja wojny chocimskiej (La Guerre de Chocim, 1669-1672).
- Poczet herbów (1695).
- Ogród, ale nie plewiony, bróg, ale co snop to inszego zboża, kram rozlicznego gatunku (1670-1695).
- Moralia (1688-1695).